# Cratere Camilla
Camilla è un cratere sulla superficie di Dione.